# Запольская, Габриеля
Габрие́ля Запо́льская (пол. Gabriela Zapolska; 1857—1921) — польская писательница, драматург, актриса. Запольская — псевдоним. Также имела псевдонимы Снежко-Запольская, Жозеф Масков. Настоящие имя и фамилия Мария Габриеля Стефания Корвин-Пётровская (пол. Maria Gabriela Stefania Korwin-Piotrowska).

## Биография
Родилась 30 марта 1857 года в селе Подгайцы (ныне Луцкий район Волынской области Украины) в семье польских дворян.
Училась Запольская во Львовском педагогическом институте.
В 1876 году по настоянию родителей была вынуждена выйти замуж за лейтенанта (по национальности поляка), служившего в армии царской России. В 1881 году вне брака зачала ребёнка, спустя год брак распался.
В 1879 году Габриеля Запольская дебютировала на сцене любительского театра Варшавского благотворительного общества.  С 1882 года служила на сцене Краковского театра. В 1889 году уехала в Париж, где играла второстепенные роли в бульварных театрах. В 1902 году руководила драматической школой в Кракове.  В 1904 году переехала во Львов. Сыграла более 200 ролей на сценах театров в Варшаве, Кракове, Познани, Санкт-Петербурге, Париже и других городах.
Похоронена во Львове на Лычаковском кладбище.

## Творчество
В качестве писательницы дебютировала в 1883 году под псевдонимом Габриэли Запольской. Первый её рассказ назывался «Один день из жизни розы» (1881). Публиковала новеллы и рассказы во львовской прессе, в частности, печаталась в журнале «Życie». Позже из-под её пера выходит «Малашка»(1883), «Каська-Кариатида» (1885), «Чистилище» (1889), которые сразу же стали предметом полемики, вызванной их чрезмерным натурализмом. В повестях «О чем не говорится» (1909) и «О чем даже думать не хочу» (1914) поднималась проблема проституции и других пороков общества.
Запольская является автором 41 пьесы, 23 романов, 177 рассказов, 252 произведений журналистики. Также она написала один сценарий фильма. Среди её творческого наследия ещё и более 1500 писем. Наибольшую известность Запольская получила как автор социально-сатирических комедий, широко известной является её пьеса «Мораль пани Дульской» — трагифарс о мелкобуржуазном обществе, отметивший своё 100-летие. Пьесы Запольской были переведены на иностранные языки, адаптированы для радио и кино. В 1978 году в СССР поставлен телевизионный фильм «Мораль пани Дульской», главную роль исполнила Ольга Аросева.
В польском обществе сегодня широко обсуждается такое явление, как «дульщизна», в основе которого лежит сюжет пьесы Запольской.

## Избранная драматургия
- «Мораль пани Дульской»
- «Их четверо». Трагедия глупых людей в 3 актах
- «Жабуся»
- «Панна Маличевская»
- «Каська-Кариатида»
- «Из мемуаров молодой жены»